# 楊體仁 (萬曆甲辰進士)
楊體仁（？—？），字廣生，號衷浴，陕西西安府蒲城县人，軍籍，明朝政治人物。

## 生平
万历二十二年（1594年）甲午科陕西乡试舉人，三十二年（1604年），登甲辰科进士，刑部觀政，三十三年授河南府推官，四十年升兵部主事，卒。

## 家族
曾祖楊铧，祖楊汝东，父楊思问，義官。母屈氏，继母吴氏。兄體乾（生员）、體復（生员）。娶屈氏，子运熙、运昌。